# Dominik Fey

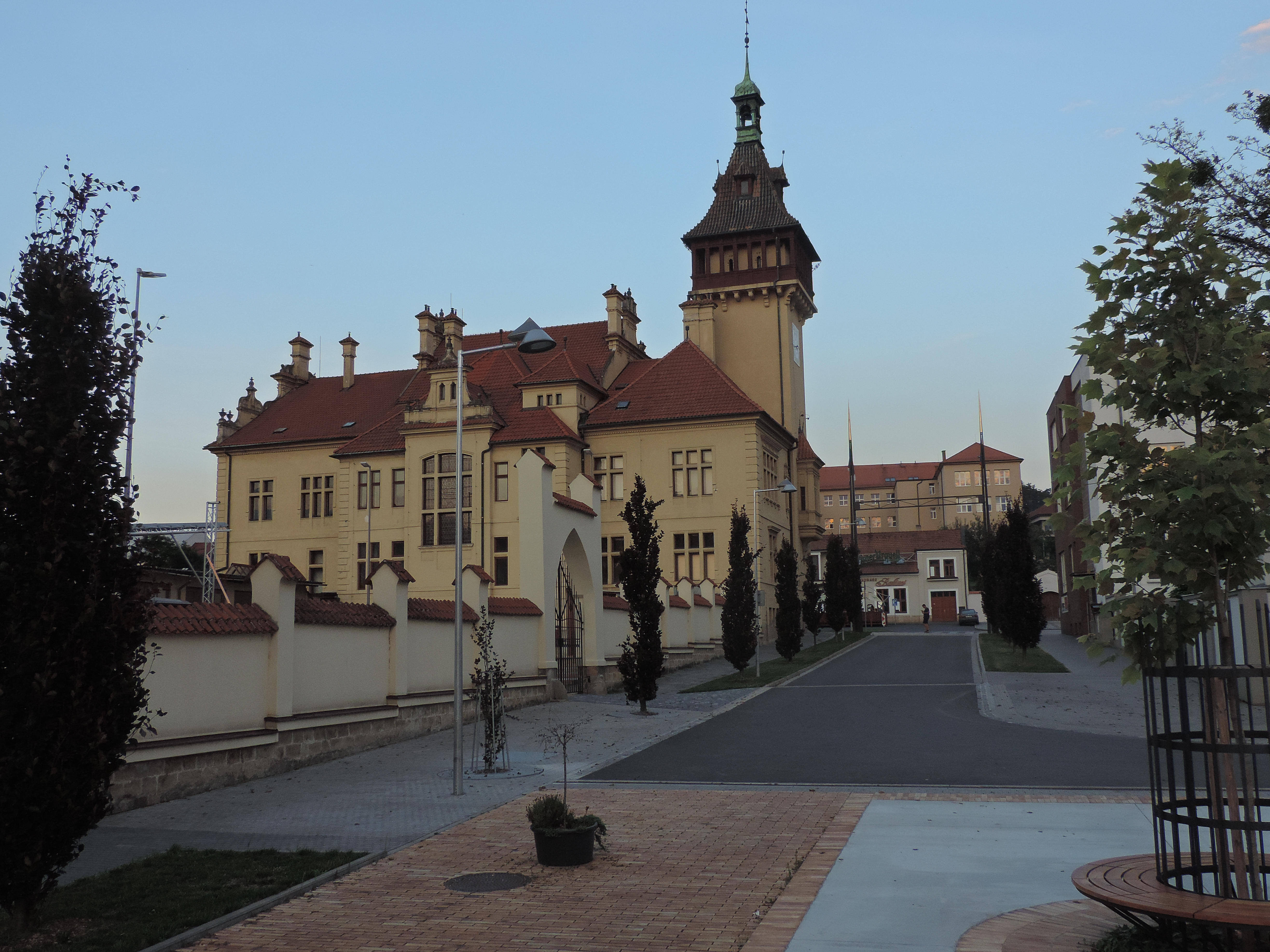
Napajedelská radnice

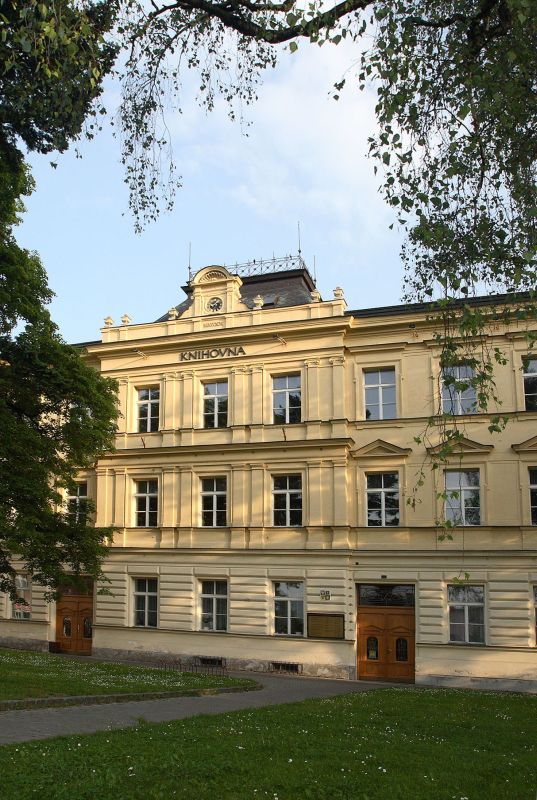
Krajská knihovna Františka Bartoše ve Zlíně

Dominik Fey (6. července 1863, Písek – 21. září 1950, Uherské Hradiště) byl český architekt žijící v Uherském Hradišti, jehož stavby lze najít především na Moravě. Pravděpodobně nejznámějším jeho dílem je radnice v Napajedlích.

## Život a dílo
Narodil se v jihočeském Písku, v rodině městského domovníka. Studoval pozemní stavitelství na pražské ČVUT, kde byli jeho profesory významní architekti jako Josef Schulz či Jan Koula. V období jeho studií vrcholila v české architektuře oblíbenost historizujících slohů a novorenesance. Fey velmi intenzivně vnímal inspiraci českým barokem, soudobou secesí, kubismem i lidovým stavitelstvím po vzoru Dušana Jurkoviče.
Jeho profesní a později i soukromý život je úzce spjat s Uherským Hradištěm, kde v roce 1895 založil svou první samostatnou architektonickou kancelář a kde také později zaujímal post městského stavitele. Stavěl také v okresech Hodonín, Vsetín a Zlín. Nejvíce se věnoval návrhům a realizacím školních budov. V roce 1909, po patnácti letech samostatné praxe, už počet škol, které projektoval či stavěl, dosáhl stovky. V případě menších škol (Míkovice, Brumov-Bylnice, Poteč, Vésky, Otrokovice) nemohl pro špatnou finanční situaci stavebníků uplatnit svou stavitelskou fantazii. Okázalejší byly školy ve městech – Strážnice, Luhačovice, Vyšší reálná škola v Kroměříži a Gymnázium v Boskovicích, pojaté v historizujícím stylu s prvky secese a další. Stavěl i správní budovy – druhou novorenesanční budovu Občanské záložny na zlínském náměstí (na jejím místě dnes stojí obchodní centrum Zlaté jablko, zbyla jen část fasády), dvoupatrovou měšťanskou školu (později budovu Krajské knihovny Františka Bartoše ve Zlíně, dnes Zlínský klub 204). V menší míře se Fey věnoval stavbám bytových a rodinných domů. Známý je novoklasicistní Sedláčkův dům a Fürstův dům stavěný v geometrické secesi – oba v Uherském Hradišti. Nejtypičtější prvky svého stylu pak Fey vložil v roce 1905 do stavby vlastního domu „Na Tůni“ v Uherském Hradišti. Nechybí nárožní arkýřová věžička, zdobený portál nad hlavním vchodem, secesně laděná fasáda doplněná cyklem keramické mozaiky Jano Köhlera – zůstaly už ale jen staré fotografie, dům byl v roce 1984 zbořen a mozaiky přeneseny na budovu Slováckého muzea. Nejznámějším dílem Dominika Feye je zřejmě radnice v Napajedlích – s neorenesančním členěním oken a secesními prvky, vitrážemi Jano Köhlera, s dominantní nárožní věží ukončenou dřevěným ochozem a jehlanovitou stříškou s vikýři. Originální jsou jím projektované stáje napajedelského hřebčína z režných cihel a hrázděného zdiva.
Fey je pokládán za mistra v oboru drobných staveb, ale dokázal vyprojektovat i tovární komplex a dělnickou kolonii (Sklárna v Nemšové u Trenčína, 1901–1902). Citoval lidové stavitelské umění, ale sledoval i nejnovější kubistické trendy (návrh městských lázní v Uherském Hradišti, 1924). Rekonstruoval barokní zámky (Bílovice 1904, Buchlovice – první třetina 20. století) a stavěl moderní budovy pro firmu Baťa ve Zlíně (1906) po vzoru soudobé americké industriální architektury. Projektoval i stavby sakrální. Po první realizaci kaple v Babicích (1898) přibyly návrhy neorománských kostelů v Popovicích (1912) a Topolné (1914) vytvořené s využitím citací italské architektury, které však nebyly z důvodu začátku I. světové války realizovány. V letech 1921-1922 realizoval přestavbu kostela v Buchlovicích. Fey měl blízko i k uměleckému řemeslu – navrhoval a používal u svých staveb kované detaily – vrata, mříže, zábradlí a klepadla.
V Bystřici pod Hostýnem je podle všeho jen jediná stavba architekta Dominika Feye – budova ZUŠ, bývalá fara. Na návrhu farní budovy začal architekt pracovat v roce 1907. Město potřebovalo novou farní budovu v blízkosti školy a kostela. Fey navrhl stavbu jednoduchého, téměř čtvercového půdorysu ozvláštněnou nárožním arkýřem v patře, originálním tvarem oken, se stanovou střechou zdobenou věžičkou na vrcholu a honosnými vikýři. Peněz se však stavebníkům nedostávalo. Místo potřebných 60 tisíc bylo k dispozici jen 45 tisíc korun. Proto zůstal Feyův arkýř jen na papíře, stejně jako věžička, zdobné vikýře a šambrány oken.
Na jednom z Feyových výkresů, který objevil v SOkA Uherské Hradiště (tam je soustředěna Feyova pozůstalost) někdejší diplomant Slezské univerzity v Opavě Ivan Bergmann, je také „Letní domek pana továrníka V. Zbořila“. V magisterské diplomové práci z roku 2004 nazvané „Architekt Dominik Fey (katalog díla)“ je na str. 75 citovaný popis návrhu stavby:
„Letní vila V. Zbořila (návrh), lokace – Bystřice pod Hostýnem, zadavatel – Václav Zbořil, továrník v Bystřici pod Hostýnem, datace – 1909. Malá modernistická letní vila obdélného půdorysu zasazená kratší stranou do strmého svahu orientovaného na jih. Z přízemí se vstupuje do síně se schodištěm do dalšího patra, pod nímž je malá toaleta. Následuje kuchyň se spíží a pokojík pro hlídače. Přízemí rozšířeno o dvojici sklepů, jež i s příchozí chodbou vyhloubeny do svahu. V 1. Patře je kromě síně se schodištěm i jídelna. V podkrovních prostorách plocha síně zmenšena o šatnu, jež sousedí s ložnicí. Přízemí ze smíšeného zdiva (cihel a kamene) na čelní fasádě prolomeno velkými prosklenými secesními dveřmi. Schodiště osvětleno trojicí úzkých okýnek zasazených v jedné rovině, jejichž výška se postupně snižuje. Obdobně tomu je i u 1. patra, které osvětleno velkými okny i z bočních stran. Do ložnice, umístěné v podkroví, umožněn přístup světla dvojicí vikýřů. Originálně je řešeno osvětlení schodiště se síní. Nízký kruhový vikýř s pásem úzkých obdélných oken přechází na čelní straně do souvislé linie. Střešní konstrukce je valbová.“
Nikde ve výkresech není uvedena bližší lokace stavby, jejíž návrh podle odborníků odkazoval na vliv soudobého anglického modernistického hnutí Arts and Crafts. Tento umělecký směr nazvaný „Umění a řemesla“ oslavoval a oceňoval středověkou, především gotickou, řemeslnickou práci a návrat k ruční výrobě, která jediná mohla vdechnout věcem život. Není známo ani to, jestli se od podrobného návrhu stavby nakonec pokročilo k její realizaci.